# 新生 (詩集)
《新生》（義大利語：La Vita Nuova），歐洲中世紀的一本詩集，由詩人但丁·阿利吉耶里在1295年創作。內容在於歌頌歐洲中世紀的宮廷愛情（Courtly love），結合詩與散文，以詩文合璧（Prosimetrum）的形式呈現。不採用拉丁文，它是最早以義大利文創作的文學作品之一，它促進了托斯卡納語發展成為標準義大利語的過程。

## 歷史
它是但丁·阿利吉耶里最早的創作之一。
- Audiobook